# Улица Братеевская Слободка
У́лица Братеевская Слободка — улица на юге Москвы в районе Братеево Южного административного округа от Братеевской до Ключевой улицы.

## Происхождение названия
Улица получила название в сентябре 2018 года. Название связано с тем, что до 1966 года рядом пролегала улица Слободка бывшей подмосковной деревни Братеево, которая была затем присоединена к Ключевой улице.

## Описание
Улица начинается от Братеевской улицы к востоку от Бесединского шоссе, проходит на юго-восток, затем поворачивает на восток вдоль парка у реки Городни и выходит на Ключевую улицу. Домовладений по улице не числится, все здания и сооружения относятся к Братеевской улице.